# Ziua trifidelor
Ziua trifidelor (1951) (titlu original The Day of the Triffids) este un roman științifico-fantastic post-apocaliptic scris de autorul englez John Wyndham. Deși Wyndham publicase deja alte romane, acesta a fost primul pentru care a folosit pseudonimul John Wyndham, devenind și mai bine cunoscut roman al său.

## Acțiunea romanului
Protagonistul este Bill Masen, un englez care își câștigă existența lucrând cu trifide, plante capabile de agresiune și dovedind un comportament inteligent: se pot deplasa folosindu-și cele trei "picioare", par să comunice între ele și au un ac otrăvitor care le permite să ucidă și să se hrănească cu victimele lor. Semințele lor s-ar fi răspândit accidental în urma prăbușirii unui avion care le transporta din Uniunea Sovietică, unde fuseseră create. Uleiul extras din ele dovedindu-se superior altor uleiuri, cultivarea trifidelor se extinde la scara întregului glob.
Povestea începe în spitalul în care Masen este internat, cu ochii bandajați în urma unui contact accidental din laborator cu veninul trifidelor. În timpul convalescenței i se povestește despre o neașteptată și superbă ploaie de meteori verde, la care a asistat întreaga lume. În dimineața următoare, se trezește într-un spital tăcut și află că lumina fenomenului din seara anterioară îi orbise pe toți cei care îl urmăriseră (Ulterior se emite ipoteza - neconfirmată - că 'ploaia de meteori' ar fi fost o armă declanșată accidental).
După ce își scoate bandajul de pe ochi, Masen se plimbă pe străzile Londrei, urmărind cum civilizația se prăbușește. Așa o întâlnește pe Josella Playton, o scriitoare care nu își pierduse vederea și care era folosită ca ghid de către un orb violent. Cei doi se îndrăgostesc și decid să părăsească Londra. Călăuziți de singura lumină care se vede în orașul cufundat în întuneric, Bill și Josella descoperă un grup de supraviețuitori, dintre care unii nu și-au pierdut vederea, care locuiesc într-o universitate londoneză. Conduși de un bărbat pe nume Beadley, ei plănuiesc să stabilească o colonie la țară, de unde să înceapă repopularea lumii.
Ideile poligame ale lui Beadley contravin principiilor religioasei Miss Durant și, astfel, în sânul supraviețuitorilor apare o schismă, de care profită un bărbat pe nume Wilfred Coker. Acesta creează o diversiune și răpește un număr de văzători, incluzându-i pe Bill și Josella. Fiecare e legat de o echipă de orbi și forțat să îi conducă prin Londra, adunând alimente și provizii. Bill și grupul său sunt atacați de trifide scăpate din captivitate și de un grup rival condus de un nemilos bărbat roșcat.
Masen rămâne cu orbii din grupul său până când aceștia încep să moară din cauze necunoscute. Însoțit de Cocker, pleacă în căutarea Josellei pe baza unei adrese luate de la unui dintre foștii membri ai grupului lui Beadley. Ajuns în Tynsham, Wiltshire, constată că nici Beadley, nici Josella nu se află acolo; Durrant a preluat conducerea și a organizat comunitatea în conformitate cu principiile "creștine". Timp de câteva zile, Masen și Coker îi caută fără rezultat pe Beadley și Josella, înainte ca Bill să își amintească de o remarcă făcută de Josella despre o casă din Sussex. Pornește întracolo, în timp ce Coker revine în Tynsham.
Lui Bill i se alătură o fată văzătoare, pe nume Susan și împreună o găsesc pe Josella la casa din Sussex. Bill și Josella se consideră a fi căsătoriți, iar pe Susan o văd ca pe fiica lor. Se străduiesc să transforme ferma din Sussex într-o colonie care să se poată întreține singură, dar efortul lor se lovește de creșterea alarmantă a numărului trifidelor, care îi înconjoară. Anii trec, iar ținerea la distanță a plantelor agresive devine tot mai dificilă.
Într-o zi, un elicopter al facțiunii lui Beadley aterizează la fermă și îi anunță că grupul și-a stabilit colonia în Isle of Wight, unde i s-a alăturat și Coker. În ciuda greutăților cu care se confruntă, familia Masen ezită să își părăsească locuința, dar este forțată să o facă de sosirea unui grup de soldați care reprezintă un nou guvern despotic, care își stabilește enclave feudale pe tot cuprinsul țării. Masen îl recunoaște în conducătorul Torrence pe roșcatul din Londra. Torrence îi anunță că dorește să plaseze mai mulți supraviețuitori orbi sub îngrijirea familiei Masen și să o mute pe Susan în altă enclavă. După ce le înșală vigilența confimând participarea la plan, familia Masen demontează vehiculul soldaților și își ia zborul, alăturându-se coloniei din Isle of Wight, hotărâtă să găsească un mod de a distruge trifidele și de a reda Pământul oamenilor.

## Istoria publicării

Prima ediţie a cărţii

În Statele Unite, drepturile de autor au fost obținute în 1951 de către Doubleday & Company, Inc. O versiune condensată a cărții a apărut tot în 1951, în Colliers Magazine. O nouă ediție a fost tipărită la sfârșitul anilor '60 cu acordul Doubleday de către Fawcett Publications World Library.

## Influențe
- Wyndham a recunoscut frecvent influențele cărții lui H. G. Wells Războiul lumilor asupra Zilei trifidelor.[2]
- În legătură cu crearea trifidelor, unele ediții ale romanului prezintă mențiuni scurte ale teoriilor savantului sovietic Trofim Lysenko.

## Teme
Romanul conține multe teme specifice operelor lui Wyndham: prezentarea Uniunii Sovietice ca o amenințare enigmatică, o problemă centrală înrăutățită de lăcomia oamenilor și hotărârea fermă a autorului de a nu detalia originea amenințării înfruntate de protagoniști. Alte teme includ analizarea naturii umane din diferite unghiuri de vedere, precum și rolurile bărbaților și femeilor.

## Aprecieri critice
Ziua trifidelor a fost citat de Karl Edward Wagner ca fiind unul dintre cele mai bune treisprezece romane science-fiction horror. Arthur C. Clarke l-a denumit o "poveste nemuritoare".
În cartea sa Billion Year Spree: The History of Science Fiction, Brian Aldiss introduce termenul de "catastrofă confortabilă" pentru a descrie un subgen al ficțiunilor post-apocaliptice, în care societatea e distrusă, iar puținii supraviețuitori pot savura în continuare o existență relativ confortabilă. El dă ca exemplu în acest sens Ziua trifidelor.

## Aluzii/referințe în alte opere
- Trifidele sunt menționate în numărul de deschidere al muzicalului The Rocky Horror Picture Show: "I really got hot when I saw Janette Scott fight a triffid that spits poison and kills." (M-am înfierbântat când am văzut-o pe Janette Scott luptând cu o trifidă care scuipa otravă și omora). Janette Scott a jucat rolul lui Karen Goodwin în adaptarea cinematografică din 1962.
- Conform afirmației regizorului Danny Boyle, Alex Garland a fost inspirat de secvența de început a cărții când a scris scenariul filmului 28 Days Later.[4]

## Adaptări cinematografice, TV și radio
Romanul a fost adaptat pentru radio de către BBC în 1953, apoi în 1957 și 1968. În același an a fost adaptat în Germania de către Westdeutscher Rundfunk (WDR) Köln (Cologne), tradus de Hein Bruehl și re-editat într-o serie de patru episoade în ianuarie 2008. Noi producții BBC au urmat în 1971, 1973 și 1980. In 2001, scriitorul Lance Dann a adaptat cartea într-un episod de două ore pentru BBC World Service.
În 1962 a fost lansat filmul omonim, produs în Marea Britanie. În film trifidele nu mai sunt plante produse de bioingineria umană, ci sunt extratereștri care au ajuns pe Pământ sub formă de spori transportați de un meteorit.
În 1975, Marvel Comics a adaptat povestea în revista Unknown Worlds of Science Fiction.
O adaptare pentru televiziune a fost realizată de către BBC în 1981 și repetată pe BBC Four în 2006, 2007 și 2009, cu John Duttine în rolul lui Bill Masen.
În decembrie 2009, BBC a lansat o nouă versiune a poveștii, scrisă de autorul lui "ER" și "Law & Order", Patrick Harbinson. Seria TV îi cuprindea pe Dougray Scott în rolul lui Bill Masen, Joely Richardson în rolul lui Jo Playton, Brian Cox în rolul lui Dennis Masen, Vanessa Redgrave în rolul lui Durrant, Eddie Izzard în rolul lui Torrence și Jason Priestley în rolul lui Coker. Se estimează că 6,1 milioane de telespectatori au vizionat primul episod. Elementele principale de sex și repopulare a Pământului au fost trecute cu vederea de adptarea BBC din 2009. Altă diferență față de acțiunea cărții o reprezintă faptul că omenirea a fost orbită de o explozie solară.